# レジャーキ

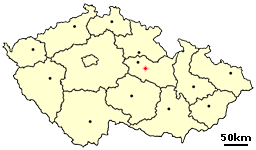
チェコ共和国でのレジャーキの位置

レジャーキ（チェコ語：Ležáky）はチェコの村である。1942年、ドイツ占領下のチェコスロバキアで1942年5月の親衛隊兼警察大将、ラインハルト・ハイドリヒ暗殺に対する報復として武装親衛隊により全滅させられた。

## 歴史
レジャーキには、製粉所とその周辺近くに8軒の家屋や粗末な石切場があり、村人が生活していた。村は小川の名前、レジャークから名付けられていた。
1941年9月24日から、ラインハルト・ハイドリヒ親衛隊大将兼警察指導者は、ナチスのボヘミアとモラヴィア保護領の副総督を務めた。この地域は1939年4月5日からナチス・ドイツに占領下にあった。
1941年12月、何人かの連合国軍空挺部隊がボヘミア・モラヴィア保護領に降下。数人かはラインハルト・ハイドリヒの暗殺に向かい、残りはシルバーA作戦に向かった。レジャーキの住人は彼らを助け、ラジオ受信機を隠すため家屋を提供していた。チェコスロバキア亡命政府の指令でヨゼフ・ガプチークとヤン・クビシュによってハイドリヒの暗殺（1942年5月27日）が決行された後、ナチスによる報復が始まった。

### 虐殺
暗殺後にナチスは戒厳令を出した。1942年6月10日にリディツェの村は破壊され、住人の14歳から84歳までのすべての男性は射殺された。リディツェが選ばれたのは、その住民が地元のレジスタンスパルチザンを匿い、ハイドリヒ暗殺のチームメンバーを支援したとして虚偽の告発を受けたからであった。
その後ゲシュタポは、レジャーキでシルバーA作戦に使用された無線機を発見した。レジスタンス・グループ「シルバーA」のリーダー、アルフレッド・バルトシュはその後間もなく自殺した。
6月24日、500人以上の武装親衛隊員とゲシュタポがレジャーキを包囲し、全ての住民を追い出して家が焼き払らわれ、33人の村人が射殺された。その時13人の子供達は引き離されていた。6月26日にこの経緯が新聞発表され事件が明らかとなり、1943年12月中旬、村の残骸はナチスの作業収容所から65人の人員が送られ取り除かれた。
アーリア人化計画に選ばれた子供2人は戦後に帰国したが、残りの子供達11人はヘウムノ絶滅収容所へ送られ、1942年、リディツェの子供達と共にガス室で殺された。
リディツェと違い、レジャーキの村は戦後再建されることはなく追悼碑のみ残っている。

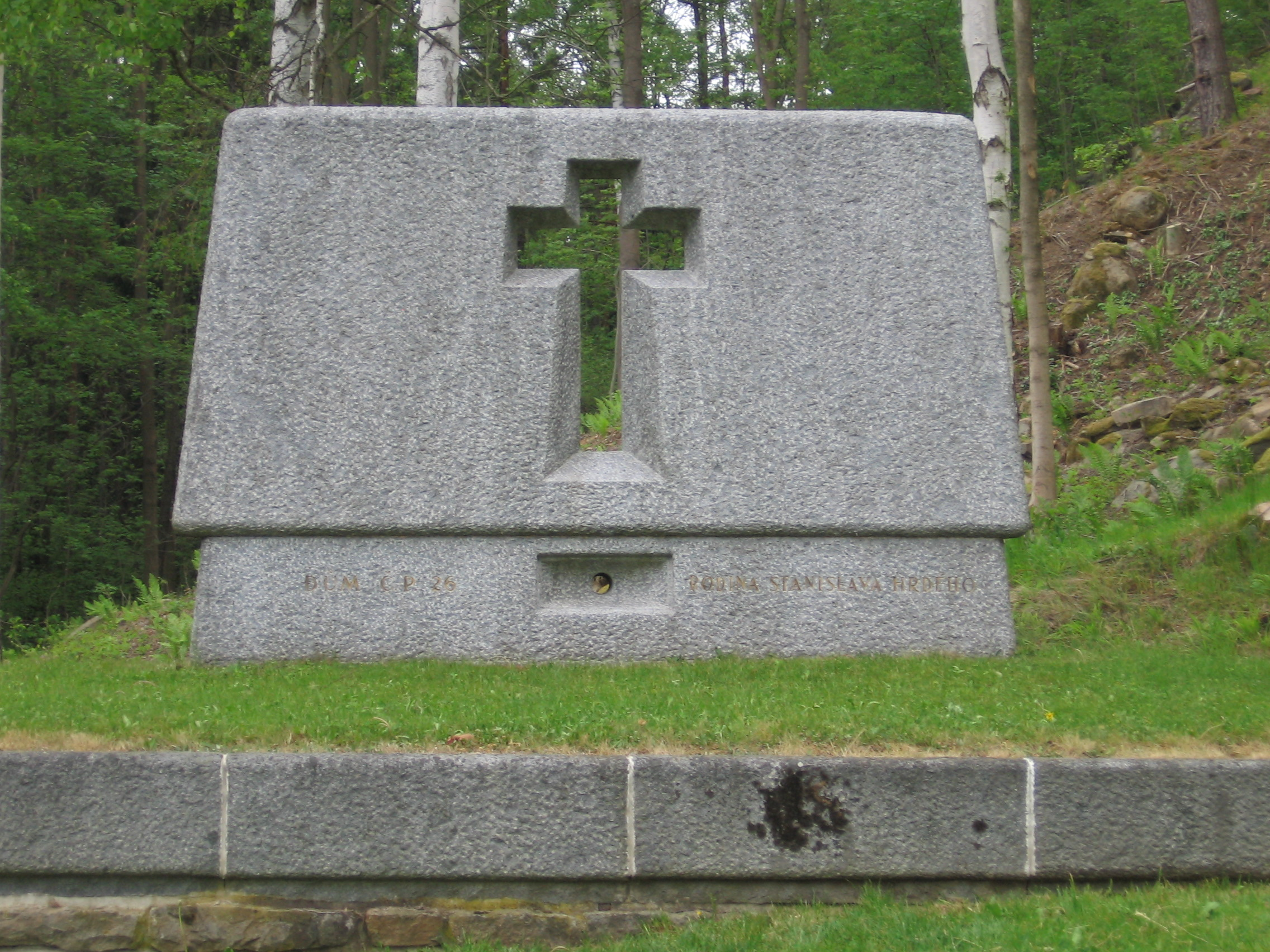
家屋があった場所に殺害された家族への追悼碑が建てられている。『フルディ家がここで暮らした』と刻まれている